# Vándor Éva
Vándor Éva (Budapest, 1953. december 8. –) Jászai Mari-díjas magyar színésznő, a Halhatatlanok Társulatának örökös tagja.

## Pályája
1976-ban végzett a Színház- és Filmművészeti Főiskolán, majd a Kecskeméti Katona József Színházhoz szerződött. 1978–79-ben a Miskolci Nemzeti Színház, 1979-től 1983-ig pedig a Debreceni Csokonai Színház tagja volt. 1983-tól 1990-ig a Józsefvárosi Színházban játszott. 1991 óta a József Attila Színház tagja volt. 2020-2024 között a salgótarjáni Zenthe Ferenc Színház színésze. 2024-től a Karinthy Színház tagja.
Kezdetben naiva, ma már inkább karakterszerepeket alakít. 2009-ben megkapta minden színésznő dédelgetett álmát, Shirley Valentine szerepét, amelyről a közönség és a kritika is elragadtatással beszél.

## Színpadi szerepei
- Albee: Mindent a kertbe... Jenny
- Id. Alexandre Dumas: A három testőr... Milady
- Arthur Miller: Pillantás a hídról... Beatrice
- Aszlányi Károly: Amerikai komédia... Miss Tony Roe
- Beaton: Mosolykommandó... Liz
- Benjamin Jonson: Volpone... Canina
- Bertolt Brecht–Kurt Weill: Koldusopera... Polly
- Breffort–Monot: Irma te édes... Irma
- Bródy Sándor: A medikus... Riza
- Charles Webb: Diploma előtt... Mrs. Robinson
- Csehov: A manó... Jelena Andrejevna
- Csehov: Cseresznyéskert... Ljubov Andrejevna
- Csehov: Ványa bácsi... Jelena Ivanovna
- Eisemann Mihály: Egy csók és más semmi... Dühös nő
- Eisemann Mihály: Én és a kisöcsém... Kelemen Kató
- Frayn: Ugyanaz hátulról... Poppy Norton-Taylor
- Gábor Andor: Ciklámen... Magda
- George Bernard Shaw: Warrenné mestersége... Viki
- Goldoni: A szmirnai impresszárió... Tognina
- Gorkij: Éjjeli menedékhely... Nasztya
- Harris: Csupa balláb... Andy
- Heltai Jenő: A néma levente... Zília
- Heltai–Novák: Lumpáciusz Vagabundusz... Lenke
- Horváth Péter: Csao Bambino... Anya
- Horváth Péter: Kilencen, mint a gonoszok... Magda
- Hunyady Sándor: A három sárkány... Julianna
- Ion Luca Caragiale: Az elveszett levél... Zoe
- Valentyin Petrovics Katajev: A kör négyszögletesítése... Tánya
- Ken Ludwig: Botrány az operában... Maria
- Klauss Mann: Mephisto... Juliette
- László Miklós: Illatszertár... Molnár kisasszony
- Mikszáth Kálmán: Különös házasság... Szirmay kontesz
- Molière: A Dudás Gyuri... Félegyházyné
- Molière: Az úrhatnám polgár... Nicole
- Sławomir Mrożek: Mészárszék... Fuvoláslány
- Neil Simon: Luxuslakosztály... Ariel; Mrs. Sitgood
- Eugene O’Neill: Hosszú út az éjszakába... Mary Cavan Tyron
- John Osborne: Dühöngő ifjúság... Helene
- Örkény István: Macskajáték... Ilus
- Ray Cooney: A miniszter félrelép... Pamela Willey
- Sarkadi Imre: Oszlopos Simeon... Zsuzsi
- Spiró György: Vircsaft... Szobrásznő
- Szép Ernő: Május... A lány
- Szigligeti Ede: Liliomfi... Erzsi
- Szilágyi Andor: Lássuk a medvét!... Gizus
- Szomory Dezső: Szabóky Zsigmond Rafae... Diana
- Tennessee Williams: Az ifjúság édes madara... Lucy
- William Shakespeare: Vízkereszt, vagy amit akartok... Mária
- William Shakespeare: Hamlet... Ophélia
- Hamvai Kornél, Darvas Benedek, Varró Dániel: Vesztegzár a Grand Hotelben... Signora Relli

## Filmjei

### Játékfilmek
- Amerikai anzix (1975)
- A kenguru (1975)
- A menyasszony gyönyörű volt (1977)
- A miniszter félrelép (1996)
- Anarchisták (2001)
- Rohatt dolog (2003)
- Montecarlo! (2004)
- Sorstalanság (2005)
- Made in Hungaria (2009)
- Szinglik éjszakája (2009)
- Megdönteni Hajnal Tímeát (2014)

### Tévéfilmek
- Csehov novellák
- A gonosztevő (1974)
- Gabi (1977)
- Buborékok (1983)
- Nyolc évszak 1–8. (1987)
- Angyalbőrben (1990-tévésorozat)
- Szomszédok (1991)
- Privát kopó (1992-93)
- Kisváros (1993–1994)
- Kalaf (1995)
- Patika (1994-1995)
- Próba, szerelem (1995 – tévésorozat)
- TV a város szélén (1998 – a TV2 tévésorozata)
- Jóban Rosszban (2005–2009) a TV2 tévésorozata)
- Süsüke, a sárkánygyerek (2001 – bábfilmsorozat) – sárkánylány hangja
- Kilencen, mint a Gonoszok (2001)
- Aranyélet 2015 – a HBO sorozata) – Klári
- 200 első randi (2018)
- Drága örökösök (2020)
- A mi kis falunk (2020–2021)
- Pepe (2022)
- Drága örökösök – A visszatérés (2022–)
- …a szomszéd tehene (2024)
- A renitens (2025)

### Szinkronszerepei
| Év        | Cím                                               | Eredeti cím                                        | Szerep                | Színész              |
| --------- | ------------------------------------------------- | -------------------------------------------------- | --------------------- | -------------------- |
| 1959      | Csipkerózsika                                     | Sleeping Beauty                                    | királyné              | Verna Felton         |
| 1981      | Az elveszett frigyláda fosztogatói                | Raiders of the Lost Ark                            | Marion Ravenwood      | Karen Allen          |
| 1982      | E. T., a földönkívüli                             | E.T.: The Extra-Terrestrial                        | Mary                  | Dee Wallace-Stone    |
| 1984      | Rémálom az Elm utcában                            | A Nightmare on Elm Street                          | Marge Thompson        | Ronee Blakley        |
| 1987      | Fekete Vipera                                     | Blackadder                                         | I. Erzsébet           | Miranda Richardson   |
| 1989      | Baywatch                                          | Baywatch                                           | Jackie Quinn          | Susan Anton          |
| 1990      | Ahová lépek, szörny terem                         | Tremors                                            | Rhonda LeBeck         | Finn Carter          |
| 1992      | A Játékos                                         | The Player                                         | June                  | Greta Scacchi        |
| 1993      | Addams Family 2. – Egy kicsivel galádabb a család | Addams Family Values                               | Debbie Jellinsky      | Joan Cusack          |
| 1993      | Gilbert Grape                                     | What's Eating Gilbert Grape                        | Betty Carver          | Mary Steenburgen     |
| 1993      | A dadus                                           | The Nanny                                          | Fran Fine             | Fran Drescher        |
| 1993      | Jurassic Park                                     | Jurassic Park                                      | Dr. Ellie Sattler     | Laura Dern           |
| 1994      | Forrest Gump                                      | Forrest Gump                                       | Dorothy Harris        | Siobhan Fallon       |
| 1994      | Ponyvaregény                                      | Pulp Fiction                                       | Yolanda               | Amanda Plummer       |
| 1996      | Lakat alatt                                       | House Arrest                                       | Janet Beindorf        | Jamie Lee Curtis     |
| 1997      | Lolita                                            | Lolita                                             | Charlotte Haze        | Melanie Griffith     |
| 1997      | Ál/Arc                                            | Face/Off                                           | Dr. Eve Archer        | Joan Allen           |
| 1998      | Egy bogár élete                                   | A Bug's Life                                       | Mólya                 | Madeline Kahn        |
| 1998      | Félelem és reszketés Las Vegasban                 | Fear and Loathing in Las Vegas                     | pincérnő              | Ellen Barkin         |
| 1999      | Family Guy                                        | Family Guy                                         | Lois Griffin          | Alex Borstein        |
| 2000      | Rejtélyek kalandorai                              | Mysterious Ways                                    | Dr. Peggy Fowler      | Rae Dawn Chong       |
| 2000      | Horrorra akadva                                   | Scary Movie                                        | Gail Hailstorm        | Cheri Oteri          |
| 2001      | Dűne                                              | Frank Herbert's Dune                               | Lady Jessica Atreides | Saskia Reeves        |
| 2001      | 24                                                | 24                                                 | Sherry Palmer         | Penny Johnson Jerald |
| 2001      | Lantana – Szövevény                               | Lantana                                            | Sonja Zat             | Kerry Armstrong      |
| 2002      | Csavard be, mint Beckham                          | Bend It Like Beckham                               | Mrs. Bhamra           | Shaheen Khan         |
| 2002      | Örök lányok                                       | The Banger Sisters                                 | Suzette               | Goldie Hawn          |
| 2003      | Amerikai pite: Az esküvő                          | American Wedding                                   | Mary Flaherty         | Deborah Rush         |
| 2005      | Ünneprontók ünnepe                                | Wedding Crashers                                   | Kathleen Cleary       | Jane Seymour         |
| 2006      | Távkapcs                                          | Click                                              | Janine                | Jennifer Coolidge    |
| 2008      | Hipervándor                                       | Jumper                                             | Mary Rice             | Diane Lane           |
| 2008      | A kristálykoponya királysága                      | Indiana Jones and the Kingdom of the Crystal Skull | Marion Ravenwood      | Karen Allen          |
| 2008      | Kemény motorosok                                  | Sons of Anarchy                                    | Gemma Teller Morrow   | Katey Sagal          |
| 2010      | Sok sikert, Charlie!                              | Good Luck Charlie!                                 | Amy Duncan            | Leigh-Allyn Baker    |
| 2011      | Shameless- Szégyentelenek                         | Shameless                                          | Sheila Jackson        | Joan Cusack          |
| 2013      | A S.H.I.E.L.D. ügynökei                           | Agents of SHIELD                                   | Melinda May ügynök    | Ming-Na Wen          |
| 2014      | A beépített szépség                               | La impostora                                       | Raquel Altamira       | Christian Bach       |
| 2020      | Kegyetlen város                                   | Zalim İstanbul                                     | Nurten Karaçay        | Gamze Demirbilek     |
| 2021–2022 | A házasság buktatói                               | Evlilik Hakkında Her Şey                           | Songül Berksoy        | Selen Uçer           |
| 2022      | Fazilet asszony és lányai                         | Fazilet Hanım ve Kızları                           | Fazilet Çamkıran      | Nazan Kesal          |
| 2022      | Boba Fett könyve                                  | The Book of Boba Fett                              | Peli Motto            | Amy Sedaris          |
| 2022-     | A Mandalóri                                       | The Mandalorian                                    | Peli Motto            | Amy Sedaris          |
| 2022      | Better Call Saul                                  | Better Call Saul                                   | Marion                | Carol Burnett        |

### Hangjátékok
- Csipkerózsa

## Díjai, elismerései
- Jászai Mari-díj (1986)
- Kaló Flórián-díj (2009)
- Tolnay Klári-díj (2014)[7]
- Vastaps-díj (2017)
- Zenthe-emlékplakett (2017)
- Örökös tag a Halhatatlanok Társulatában (2022)[8]
- A József Attila Színház örökös tagja (2024)[9]